# تپه باوله
تپه باوله مربوط به میانه دوران‌های تاریخی پس از اسلام است و در شهرستان سنقر، بخش مرکزی، روستای یوسف جرد واقع شده و این اثر در تاریخ ۱۱ مرداد ۱۳۸۴ با شمارهٔ ثبت ۱۲۴۹۶ به‌عنوان یکی از آثار ملی ایران به ثبت رسیده است.